# Uromyces aeluropodis-repentis
Uromyces aeluropodis-repentis ist eine Ständerpilzart aus der Ordnung der Rostpilze (Pucciniales). Der Pilz ist ein Endoparasit der Süßgräser Aeluropus littoralis und Aeluropus repens. Symptome des Befalls durch die Art sind Rostflecken und Pusteln auf den Blattoberflächen der Wirtspflanzen. Sie kommt in der südwestlichen Paläarktis vor.

## Merkmale

### Makroskopische Merkmale
Uromyces aeluropodis-repentis ist mit bloßem Auge nur anhand der auf der Oberfläche des Wirtes hervortretenden Sporenlager zu erkennen. Sie wachsen in Nestern, die als gelbliche bis braune Flecken und Pusteln auf den Blattoberflächen erscheinen.

### Mikroskopische Merkmale
Das Myzel von Uromyces aeluropodis-repentis wächst wie bei allen Uromyces-Arten interzellulär und bildet Saugfäden, die in das Speichergewebe des Wirtes wachsen. Die Spermogonien und Aecien der Art sind nicht bekannt. Die zimtbraunen Uredien des Pilzes wachsen beidseitig auf den Wirtsblättern. Seine goldbraunen Uredosporen sind 26–30 × 22–26 µm groß, zumeist kugelig bis annähernd kugelig und fein warzig. Die auf Blättern, Schwingeln und Hüllrohren wachsenden Telien der Art sind schwärzlich, kompakt und früh unbedeckt. Die kastanienbraunen Teliosporen sind einzellig, in der Regel eiförmig bis ellipsoid und 30–40 × 20–26 µm groß. Ihre Stiele sind farblos bis gelblich und bis zu 115 µm lang.

## Verbreitung
Das bekannte Verbreitungsgebiet von Uromyces aeluropodis-repentis reicht von der russischen Schwarzmeerküste bis in den Mittelmeerraum.

## Ökologie
Die Wirtspflanzen von Uromyces aeluropodis-repentis sind Aeluropus littoralis und A. repens. Der Pilz ernährt sich von den im Speichergewebe der Pflanzen vorhandenen Nährstoffen, seine Sporenlager brechen später durch die Blattoberfläche und setzen Sporen frei. Die Art durchläuft einen Entwicklungszyklus, von dem bisher nur Telien und Uredien sowie deren Wirt bekannt sind; Spermogonien und Aecien konnten ihr nicht zugewiesen werden.